# Tipula (Eumicrotipula) subandina
Tipula (Eumicrotipula) subandina is een tweevleugelige uit de familie langpootmuggen (Tipulidae). De soort komt voor in het Neotropisch gebied.